# Telemark (skidåkning)

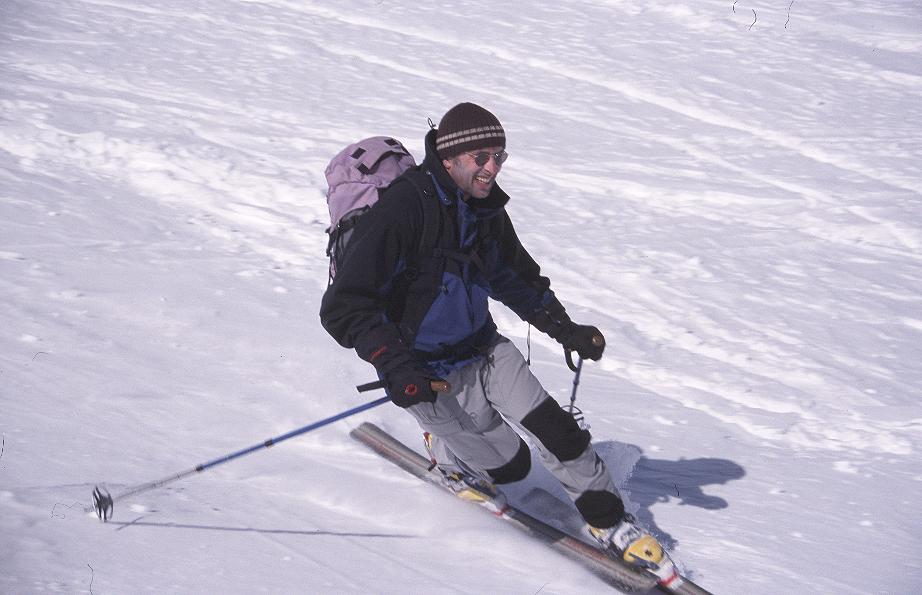
Telemarksåkare

Telemark är utförsåkning med "fri häl". Tekniken utvecklades på 1800-talet av norrmannen Sondre Norheim från Telemark.

## Historik och teknik
Vid telemarkåkning använder man bindningar där pjäxan endast sitter fast på skidan vid tårna. Tekniken började användas efter introduktionen av skidbindningar med hälremmar. Telemarkstekniken populariserades på 1980-talet, och VM hålls sedan 1987 (SM sedan 1994).
Den moderna telemarksutrustningen har idag många likheter med den alpina (slalom)-utrustningen. Pjäxor i hårdplast, man använder samma skidor som vid slalomåkning, dock oftast mjukare i förhållande till kroppsvikt. Dominerande fabrikant av bindningar idag är Rottefella, M Equipment och 22 Designs.

## Tävlingsidrott
I telemark tävlar man i fyra olika discipliner, Storslalom, Classic, parallell och Classic sprint. När åkaren passerar en port, måste dalskidans fot vara 30 cm före den andra. Om detta inte uppfylls, straffas åkaren med en tilläggssekund. När åkaren landar efter ett hopp gäller samma regel. Dessutom finns så kallade hoppzoner som åkaren måste nå förbi. Oftast används två zoner där straffet varierar mellan två och fem sekunder. Kravlängden på hoppet varierar beroende på backens lutning och åkarens hastighet över hoppet. Det kan ibland vara så långt som ett trettiotal meter för att undgå tidstillägget. Velodromen på slutet av backen skall åkas genom så att åkarens spår korsas innan fortsättning till skatedelen. Dess norska namn är reipelykkja och kallas ofta för rejpa. Finns som ett inslag i alla grenar förutom storslalom.

### Storslalom
Storslalom liknar alpin storslalom, men banan innehåller även ett hopp. Varje port skall passeras i telemarkstil. Ett regelbrott medför en sekunds tidstillägg. Tävlingen avgörs i två åk, den lägsta sammanlagda tiden inklusive tidstillägg segrar.

### Classic
Banan innehåller både Super-G, storslalom, reipelykkja och hopp samt ett skatingparti. Lägsta totaltiden inklusive tidstillägg segrar. Tävlingen avgörs i ett åk. Ett tävlingsåk varar i 4 - 5 minuter.

### Parallell
Två parallella banor, en reipelykkja som de båda åkarna tacklas för att nå först in i. eventuella tidstillägg tas ut i skatedelen innan målgång.
Lägst totaltid av två åk, ett i vardera bana vinner.

### Sprint classic
Denna tävlingsdisciplin arrangeras precis som i Classic, med skillnaden att åktiden endast skall vara mellan 60 och 65 sekunder samt att tävlingen avgörs i två åk.

## Relaterade begrepp
Telemarkssväng, ofta använd i lös snö, görs med benen i svag plogställning och ytterskidan något före innerskidan.
Telemarkslandning är ett begrepp inom backhoppning, där landningen efter hoppet utförs med den ena foten (skidan) snett framför den andra.